# Маруяма, Кэндзи
Кэндзи Маруяма (яп. 丸山 健二 Маруяма Кэндзи, 23 декабря 1943 года) — японский писатель. За новеллу «Течение лета» (яп. 夏の流れ) в 1966 году был награждён Премией Рюноскэ Акутагавы, став на тот момент самым молодым лауреатом.

## Биография
Родился 23 декабря 1943 года, в городе Иияма, префектура Нагано. В 1964 году окончил Сендайскую высшую школу радио (программа школы была ориентирована на подготовку к поступлению в технические вузы с уклоном в радиотехнологии) в городе Сендай. Работал оператором телекса. В 1968 переехал в Нагано, где и проживает по сию пору.
В юности Маруяму потряс роман Германа Мелвилла «Моби Дик» настолько, что он захотел стать телеграфистом, чтобы служить на флоте. И заняться писательством. Он также попытался сделать собственный перевод книги, но в итоге отказался от этой идеи. В 2014 году Маруяма издал книгу «История белого кита» (яп. 白鯨物語) — пересказ «Моби Дика» с авторскими комментариями.
Произведения Маруямы получили признание в Японии. Писательница Сион Миура в авторской передаче для телевидения называла их «неустаревающей классикой». После присуждения ему премии Акутагавы, писатель дважды выдвигались на премию Танидзаки, в 1973 и 1976 годах. А также на премию Кавабаты в 1987 году. Но отказался от наград, принципиально избегая контактов с литературным истеблишментом Японии. 
Мне стал противен литературный мир, с его писательскими интригами, и я немедленно покинул Токио. Современные литературные награды — это праздничная мишура, обеспечивающая высокие зарплаты сотрудникам крупных издательств. Награды используются для того, чтобы лучше продавать книги. Литература испортилась и гниёт. 
В 2013 году писатель учредил «Литературную премию Кэндзи Маруямы», которая не предполагает денежной награды или каких-то особых поощрений, кроме издания книги победителя. В 2015 учредил курсы писательского мастерства для молодых писателей, которых сам Маруяма называет «невидимыми». А в 2019 году собственное издательство Инуваси-Сёбо (яп. いぬわし書房).
Произведения писателя переводились на английский, немецкий, русский, китайский и корейский языки.

## Критика
Канадский японист, переводчик и литературовед Тимоти Ильес, который перевел ряд произведений писателя на английский язык, отмечает, что творчество и личность Маруямы является яркой противоположность привычному образу японского общества. Маруяма, на его взгляд, являет собой пример яркого индивидуализма. Как человек, и в своём творчестве, писатель транслирует любовь к уединенности и наслаждению природой, в противовес современному урбанизированному японскому обществу, которое предпочитает группизм. 
Для меня творчество Маруямы перекликается с лучшими, наиболее выдающимися аспектами гуманизма и индивидуализма, но не как оскорбление человеческому сообществу, как раз наоборот. Как вдохновение. Приглашение читателям вообразить, настойчиво и уверенно, что они тоже имеют смелость, необходимую для создания такого общества. 

## Переводы на русский язык
- «Течение лета», «Наш выходной», «В снегах» // Дорога к замку: Рассказы / Пер. Г. Чхартишвили. — М.: Известия, 1987. — С. 15—121.
- «Плач по Луне», рассказ / Пер. Г. Чхартишвили — Иностранная литература, 1993, № 5
- «В небе снова радуга», рассказ / Пер. Г. Чхартишвили — Иностранная литература, 1999, № 8
- Маруяма К. Сердцебиение: Повести и рассказы. Пер. Г. Чхартишвили. — М.: Иностранка, 2005. — 430 с. — ISBN 5-94145-270-5.

## Экранизации
| Год  | Название          | Режиссёр        | Первооснова            |
| ---- | ----------------- | --------------- | ---------------------- |
| 1975 | «Свет Африки»     | Тацуми Кумасиро | повесть «Свет Африки»  |
| 1978 | «Полдень»         | Коити Гото      | повесть «Полдень»      |
| 1984 | «Сердцебиение»    | Ёсимицу Морита  | рассказ «Сердцебиение» |
| 2003 | «Охота на зайцев» | Игорь Волошин   | рассказ «В снегах»     |